# Свидерский, Вячеслав Михайлович
Вячесла́в Миха́йлович Свиде́рский (укр. В'ячеслав Михайлович Свідерський; род. 1 января 1979[…], Киев) — украинский футболист, защитник.
За сборную Украины сыграл 12 матчей. Дебют 30 марта 2005 года в матче со сборной Дании. Участник четвертьфинала чемпионата мира 2006. За «достижение высоких спортивных результатов на чемпионате мира по футболу 2006 года (Федеративная Республика Германия), проявленные мужество, самоотверженность и волю к победе, утверждение международного авторитета Украины» награждён орденом «За мужество» III степени.